# Kevin McClory
Kevin O'Donovan McClory (Dublino, 8 giugno 1926 – Dublino, 20 novembre 2006) è stato uno sceneggiatore, produttore cinematografico e regista irlandese.
È noto per aver lavorato con Ian Fleming su Thunderball, per le sue battaglie legali con Fleming (poi United Artists / Metro-Goldwyn-Mayer / EON Productions) e per la produzione dei film Agente 007 - Thunderball: Operazione tuono e Mai dire mai.